# Scărișoara (Olt)
Scărişoara è un comune della Romania di 3 216 abitanti, ubicato nel distretto di Olt, nella regione storica dell'Oltenia. 
Il comune è formato dall'unione di 3 villaggi: Plăviceni, Rudari, Scărișoara.